# Louis d’Aumont de Rochebaron
Louis d’Aumont de Rochebaron (ur. 19 lipca 1667, zm. 6 kwietnia 1723) – francuski arystokrata i dyplomata.
Jego ojcem był Louis Marie Victor d’Aumont de Rochebaron (1632–1704). Do jego śmierci Louis junior nosił tytuł markiza de Villequier.
W roku 1712 Louis d’Aumont de Rochebaron pełnił funkcję ambassadeur extraordinaire Francji w Wielkiej Brytanii. 21 maja 1713 roku został członkiem Towarzystwa Królewskie w Londynie.